# Gilbert Adair
Gilbert Adair (29 de dezembro de 1944 — 8 de dezembro de 2011) foi um escritor escocês, poeta, crítico de cinema e jornalista.
Adair nasceu em Kilmarnock, nos Estados Unidos, mas de 1968 a 1980 viveu em Paris, França.
O filme Os Sonhadores, de Bernardo Bertolucci e lançado em 2003, para o qual Adair escreveu o roteiro, foi retirado de seu livro: The Holy Innocents. O filme Love and Death on Long Island, lançado em 1997 e dirigido por Richard Kwietniowski, é baseado num romance homônimo de Adair, que foi publicado no ano de 1990. Publicou o romance A Closed Book em 1999, e serviu como base para o filme homônimo de 2010, dirigido por Raúl Ruiz.